# Traiguera (planta)
|  | Aquest article tracta sobre la planta. Vegeu-ne altres significats a «Traiguera». |

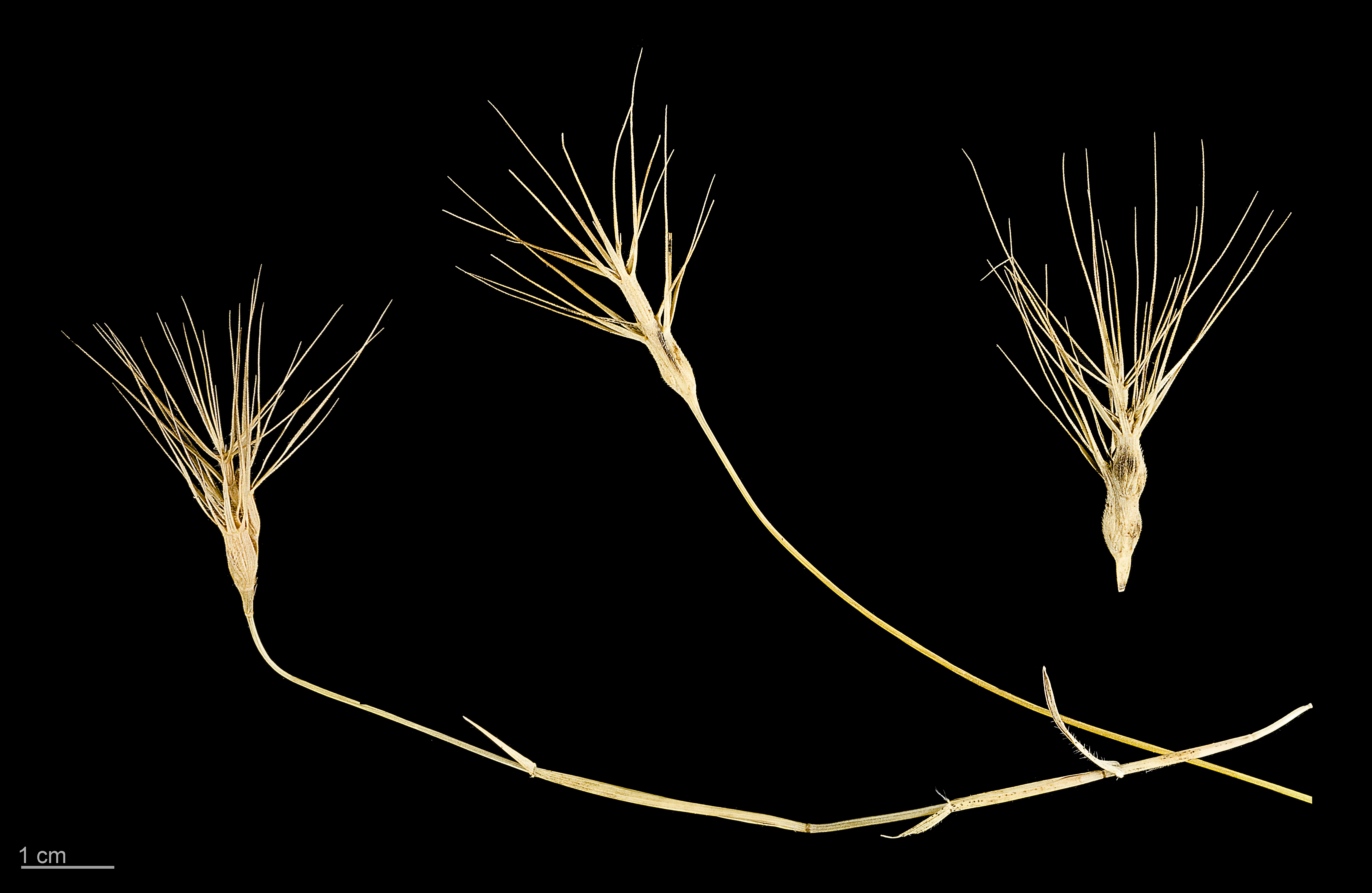
Aegilops geniculata

La traiguera, blat de cama vermella, blat de perdiu, blat del diable o civadeta (Aegilops geniculata), és una planta amb flor de la família de les poàcies (Poaceae).
També pot rebre els noms de blat bord, blat d'en Mannà, blat de cabra, blat de formiga i blat de moro. A més s'han enregistrat les variants lingüístiques blat d'en Mennà i civadilla.

## Particularitats

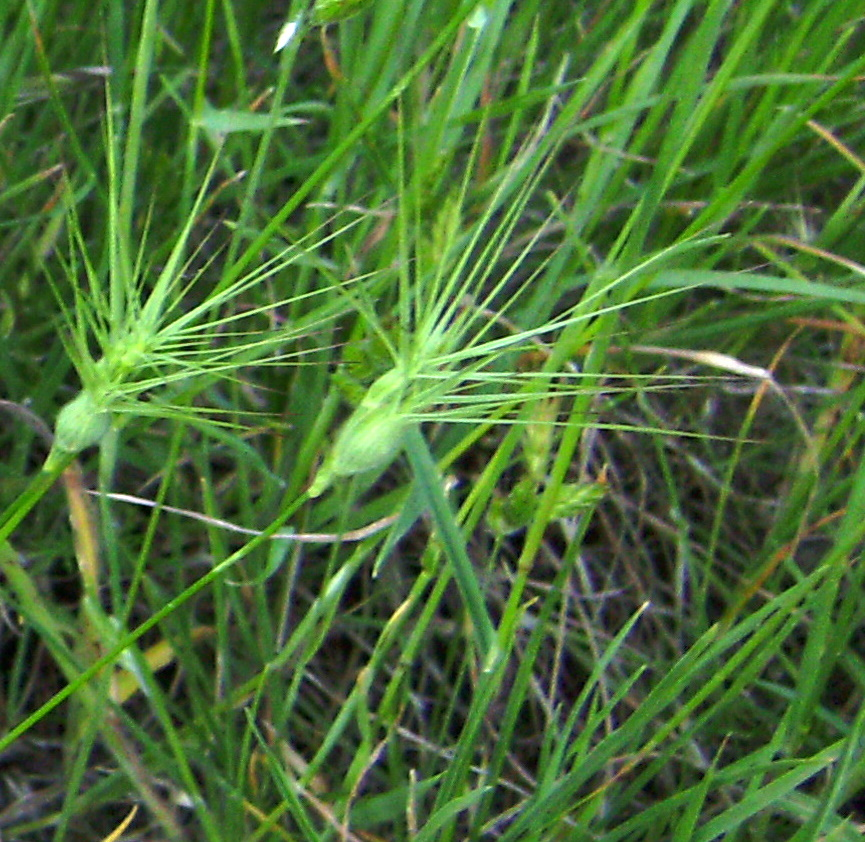
Espigues de traiguera a Castelltallat

És una planta herbàcia semblant al blat de la zona del Mediterrani i el Pròxim Orient que en altres llocs es considera espècie invasora.
El cultiu de la traiguera es va abandonar després de l'edat mitjana i va ser substituïda per cereals més refinats.

## Altres noms
Blat bord, blat de perdiu, blat de cama vermella, blat del diable, blat d'en Mannà, blat de formiga, blat de cabra i civadeta.